# Монгольська народна революція
Монгольська народна революція, також Аратська революція (монг. Монголын ардын хувьсгал) відбулась в 1921 році. В ході революції права абсолютної богдо-ханської монархії були сильно обмежені і було проголошено народне правління.

## Передумови
Зовнішня Монголія, що проголосила в 1911 році незалежність від Китайської республіки, фактично втратила підтримку з боку Росії після Жовтневої революції 1917 року. У цих умовах китайський уряд Дуань Ціжуя взяв курс на ліквідацію новопроголошеного монгольського ханства. У 1919 році китайський корпус під командуванням генерала Сюй Шучженя окупував столицю країни, Ургу. У наступні півроку всі інститути автономної Монголії були розформовані; монгольський монарх, Богдо-геген VIII був позбавлений влади.
Китайська окупація країни викликала невдоволення широких верств монгольського суспільства, на відміну від частини колаборантськи налаштованої вищої знаті. Найбільше невдоволення проявляли буддійське духівництво і штат державних і армійських службовців, що залишився без роботи після ліквідації державності Монголії. Саме з цієї соціальної страти вийшли перші монгольські революціонери.

## Історія

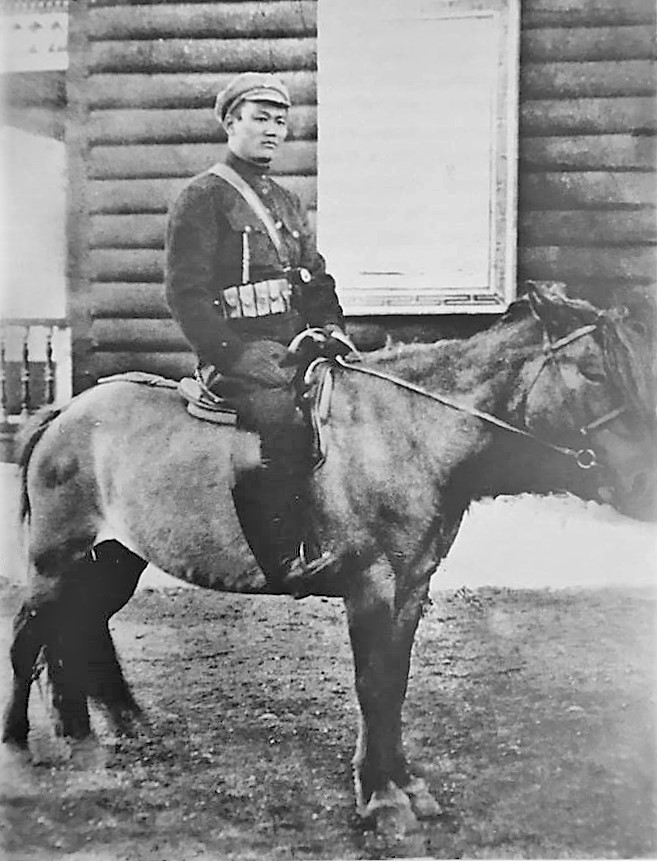
Сухе-Батор

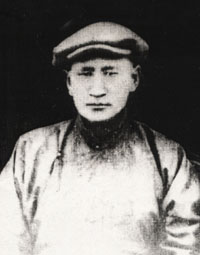
Бодоо Доґсомін

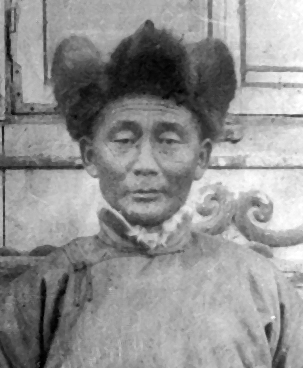
Данзан Солан

У 1919—1920 роках в Урзі утворилося дві підпільні антикитайські групи, що пізніше отримали назви «Консульський пагорб» (монг. Консулин денж) і «Східне хуре» ( монг. Зуун хүрее ). Першу з них очолював Бодоо Доґсомін, високоосвічений 35-річний лама, який працював при Богдо-хані в російському консульстві в Урге, та Чойбалсан Хорлоґійн.
1-3 березня 1921 року в Кяхті відбувся I З'їзд МНП. Потай від китайців, на першій сесії зустрілися 17 осіб, на другий — 26. Було вирішено створити армію на чолі з Сухе-Батором. Був обраний ЦК МНП на чолі з Данзану Солану, керівником групи «Східного хуре» і одним представником комінтерну від радянського уряду. Був прийнятий маніфест партії, написаний бурятським діячем Цибеном Жамцарано (монг. Жамсрангійн Цевеен).
13 березня було оголошено тимчасовий уряд у складі семи осіб, який невдовзі очолив Бодоо. 18 березня монгольська армія, збільшилася до 400 чол. завдяки добровольцям і агітації, розбила китайський гарнізон поблизу аулу Маймачен. Північ країни заповнили листівки МНП із закликом до знищення Азійську дивізії на чолі з білогвардійським Унґерн-Штернберґом. Богдо-ханський уряд переконував населення у тому, що революціонери намагаються знищити Монгольську держави і руйнують основи «жовтої віри».
У березні-квітні радянські і далекосхідні війська сконцентрувалися біля кордону з Монголією. Чисельність монгольської армії зросла до 800 чол. В кінці травня Унґерн-Штернберґ атакував Кяхту, але був розбитий із тяжкими втратами. Дізнавшись про поразку Унґерн-Штернберґа, на бік революціонерів перейшов Хата-Батор Максаржав. Проте контратака військ Сухе-Батора 11 червня не вдалася і дивізія Унґерна пішла в рейд на радянську Бурятію. 19 серпня Унґерн був схоплений монголами Бішерельту-гуна, та передали радянській стороні більшовику П. Е. Щетинкіну. 21 вересня генерала було засуджено і розстріляно в Іркутську.
28 червня 1921 року радянсько-монгольські частини перетнули кордон Монголії та 6 липня увійшли в залишену білогвардійцями столицю Ургу. 9 липня 1921 року Богдо-хан отримав лист, в якому революційні вожді повідомили йому про те, що устрій в країні, за винятком релігії, буде переглянутий і реформований. На наступний день ЦК видав розпорядження про формування нового уряду на чолі з Бодоо, в той час як Богдо-хан проголошувався обмеженим монархом — 11 липня він був знову церемоніально реінтронізірований. Після смерті Богдо-ґеґена 17 квітня 1924 року, монархія в країні була ліквідована остаточно, а 26 листопада заснована Монгольська Народна Республіка.